# Branchville (Nova Jérsei)
Branchville é um distrito localizado no estado americano de Nova Jérsei, no Condado de Sussex.

## Demografia
Segundo o censo americano de 2000, a sua população era de 845 habitantes. 
Em 2006, foi estimada uma população de 839, um decréscimo de 6 (-0.7%).

## Geografia
De acordo com o United States Census Bureau tem uma área de 
1,5 km², dos quais 1,5 km² cobertos por terra e 0,0 km² cobertos por água. Branchville localiza-se a aproximadamente 134 m acima do nível do mar.

## Localidades na vizinhança
O diagrama seguinte representa as localidades num raio de 16 km ao redor de Branchville. 